# Megafauna

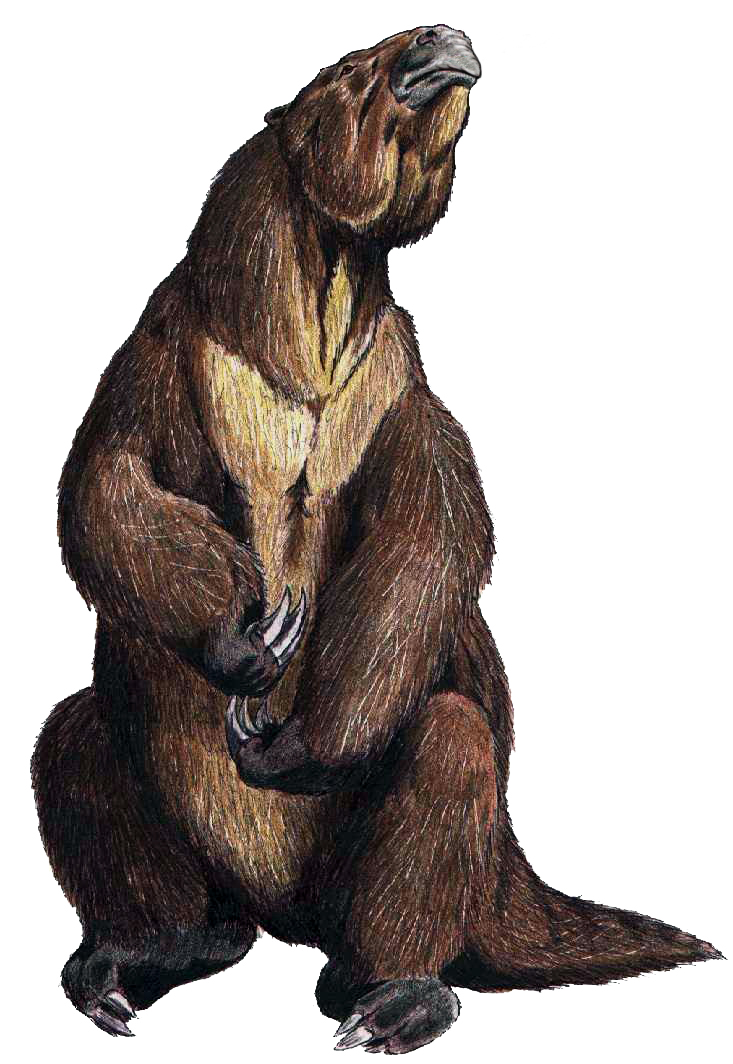
Megatherium, naziemny szczerbak spokrewniony z leniwcami, zbliżony wielkością do współczesnego słonia

Megafauna ((gr.) megas „olbrzymi” + (łac.) fauna „zwierzę”) – termin stosowany w archeologii i paleontologii dla określenia zwierząt o dużych rozmiarach. Za miernik uznawana jest masa ciała i stosuje się dwie wartości graniczne: zwierzęta o masie powyżej 45 kg (100 funtów) lub powyżej 100 kg (220 funtów). Termin megafauna może zawierać podkategorie uwzględniające pozycję troficzną zwierząt, w której wyróżnia się megaroślinożerców (np. jeleń szlachetny), megamięsożerców (np. lew) i rzadziej megawszystkożerców (np. niedźwiedź grizzly). 
Megafauna jest w obszarze zainteresowania paleobiologów zajmujących się plejstocenem ze względu na masowe wymieranie w tym okresie zwierząt o dużych rozmiarach (40–100 tys. lat temu). Wiele gatunków, które wyginęły w tym okresie, miało olbrzymią masę. Przedstawicielami megafauny plejstoceńskiej były osiągające kilka ton masy ssaki np: nosorożec włochaty, mamuty czy inne trąbowce oraz lwy workowate, ptaki moa, lemury olbrzymie, a także drapieżniki jak megalania bądź tygrys szablozębny. Za wyginięcie megafauny plejstoceńskiej często wini się człowieka, jednakże zmiany klimatyczne także musiały mieć w tym swój udział. Siła dowodów nie jest jednak zadowalająca. 
Termin stosowany jest również w opisach populacji współczesnych zwierząt o dużych rozmiarach występujących na danym terenie. Za współczesnych przedstawicieli megafauny uznaje się słonie, żyrafy, hipopotamy, nosorożce, niedźwiedzie, żubry (bizony), łosie i inne z jeleniowatych itp.